# Примус, Роберт
Роберт Альфред Джуниор Примус (англ. Robert Alfred Junior Primus; 10 ноября 1990, Морвант, Тринидад и Тобаго) — тринидадский футболист, защитник бутанского клуба «Друк Лхаюл».

## Карьера

### Клубная
Начинал свою профессиональную карьеру в клубе «Сан-Хуан Джаблоти». В его составе становился победителем и призёром чемпионата Тринидада и Тобаго, выигрывал национальный кубок, а также принимал участие в Лиге чемпионов КОНКАКАФ и Карибском клубном чемпионате.
В начале февраля 2011 года подписал трёхлетний контракт с казахстанским «Актобе». За новую команду в чемпионате Казахстана дебютировал 6 марта в матче с «Атырау», выйдя на поле с первых минут. В июле вместе с командой начал выступление в квалификационных раундах Лиги Европы. По сумме двух матчей «Актобе» прошёл венгерский «Кечкемет» и попал на владикавказскую «Аланию». 24 июля в матче чемпионата страны с павлодарским «Иртышом» Праймус открыл счёт своим голам в Казахстане, отличившись на 20-й минуте и тем самым поучаствовав в разгроме соперника. 4 августа в ответном матче третьего квалификационного раунда Лиги Европы на 69-й минуте за два грубых фола за две минуты против Тараса Царикаева был удалён с поля, оставив команду в меньшинстве. За четыре сезона в «Актобе» Праймус с командой выиграл две бронзовых медали чемпионата Казахстана (2011—2012) и в 2013 году стал чемпионом. Но 21 сентября 2013 года в важнейшем матче с главным соперником «Астаной» (2:0) за пять туров до конца сезона получил серьёзную травму колена — надрыв передних крестообразных связок. Лечение проходил в США и Германии, но в первой же игре летом 2014 года опять повредил то же колено. В мае 2015 года «Актобе» отчислил футболиста, так как тот не смог восстановиться от полученной травмы колена.
В феврале 2016 года Примус вернулся в Про-лигу Тринидада и Тобаго, подписав контракт с клубом «Морва Каледония Юнайтед». Выступал на родине в течение двух лет — позднее также за «Сентрал» и «Сент-Эннс Рейнджерс».
В марте 2018 года Роберт Примус перешёл в клуб белорусской Высшей лиги «Слуцк».

### Международная
Выступал за юношескую сборную Тринидада и Тобаго на чемпионате мира среди юношей 2007 года, проходившем в Южной Корее. 20 августа 2007 года в первом матче группового этапа Тринидад и Тобаго встречался с Ганой и уступил со счётом 1:4. В оставшихся матчах с Колумбией и Германией тринидадцы проиграли с одинаковым счётом 0:5. В сентябре 2009 года в составе молодёжной сборной Тринидада и Тобаго выступал на молодёжном чемпионате мира в Египте. Тринидад занял на групповом этапе последнее место, а Роберт сыграл во всех трёх встречах. 18 марта 2009 года Праймус дебютировал за национальную сборную Тринидада и Тобаго в товарищеской встрече с Панамой, выйдя на 80-й минуте вместо Кейено Томаса.

## Достижения
«Сан-Хуан Джаблоти»
- Чемпион Тринидада и Тобаго: 2008
- Серебряный призёр чемпионата Тринидада и Тобаго: 2009
- Обладатель Кубка Тринидада и Тобаго: 2010/11
- Обладатель Trinidad and Tobago Classic: 2010
- Финалист Trinidad and Tobago Goal Shield: 2010

«Актобе»
- Чемпион Казахстана: 2013
- Бронзовый призёр чемпионата Казахстана: 2011, 2012

«Сентрал»
- Чемпион Тринидада и Тобаго: 2016/17

## Матчи за сборную
| # | Дата            | Место                                               | Соперник           | Результат | Турнир                                 |
| - | --------------- | --------------------------------------------------- | ------------------ | --------- | -------------------------------------- |
| 1 | 18 марта 2009   | «Мэнни Рэмджон», Марабелья, Тринидад и Тобаго       | Панама             | 1:0       | Товарищеский матч                      |
| 2 | 14 октября 2009 | «Хейсли Кроуфорд», Порт-оф-Спейн, Тринидад и Тобаго | Мексика            | 2:2       | Отборочные матчи чемпионата мира 2010  |
| 3 | 21 июля 2010    | «Марвин Ли», Макоя, Тринидад и Тобаго               | Антигуа и Барбуда  | 4:1       | Товарищеский матч                      |
| 4 | 11 октября 2012 | «Уорнер Парк», Бастер, Сент-Китс и Невис            | Французская Гвиана | 4:1       | Отборочные матчи Карибского кубка 2012 |
| 5 | 13 октября 2012 | «Уорнер Парк», Бастер, Сент-Китс и Невис            | Сент-Китс и Невис  | 1:0       | Отборочные матчи Карибского кубка 2012 |